# ボン♡キュッ♡ボンは彼のモノ♡
「ボン♡キュッ♡ボンは彼のモノ♡」（ボン キュッ ボンはかれのモノ）は、上坂すみれの楽曲。上坂の10枚目のシングルとして2019年4月17日にKING AMUSEMENT CREATIVEから発売された。

## 概要
前作『POP TEAM EPIC』から約1年と2ヶ月ぶりのシングル。発売形態は通常盤（KICM-1917）と初回限定盤（KICM-91917）、期間限定アニメ盤（KICM-91918）の3種類で、初回限定盤には表題曲「ボン♡キュッ♡ボンは彼のモノ♡」のミュージック・ビデオとそのメイキングが収録されたDVDが付属する。。
1曲目の表題曲はTVアニメ『なんでここに先生が!?』のオープニングテーマとして、清竜人が作詞、作曲を手がけた。
2曲目の「last sparkle」は、テレビアニメ『ポプテピピック TVスペシャル』第13話のオープニングテーマとして、吟が作詞、作曲を手がけた。

## シングル収録トラック
| #         | タイトル                                        | 作詞              | 作曲                 | 編曲              | 時間  |
| --------- | ----------------------------------------------- | ----------------- | -------------------- | ----------------- | ----- |
| 1.        | 「ボン♡キュッ♡ボンは彼のモノ♡」                 | 清竜人            | 清竜人               | 清竜人            | 4:07  |
| 2.        | 「last sparkle」                                | 吟（BUSTED ROSE） | 吟（BUSTED ROSE）    | 吟（BUSTED ROSE） | 4:12  |
| 3.        | 「眠れない魔物」                                | 上坂すみれ        | 久下真音、金子麻友美 | 久下真音          | 4:42  |
| 4.        | 「ボン♡キュッ♡ボンは彼のモノ♡」(off vocal ver.) |                   |                      |                   | 4:07  |
| 5.        | 「last sparkle」(off vocal ver.)                |                   |                      |                   | 4:11  |
| 6.        | 「眠れない魔物」(off vocal ver.)                |                   |                      |                   | 4:41  |
| 合計時間: | 合計時間:                                       | 合計時間:         | 合計時間:            | 合計時間:         | 26:00 |

| #  | タイトル                                         | 作詞 | 作曲・編曲 |
| -- | ------------------------------------------------ | ---- | ---------- |
| 1. | 「ボン♡キュッ♡ボンは彼のモノ♡」(MUSIC VIDEO)     |      |            |
| 2. | 「ボン♡キュッ♡ボンは彼のモノ♡(袋とじ）」(CREDIT) |      |            |
| 3. | 「ボン♡キュッ♡ボンは彼のモノ♡」(MAKING)          |      |            |

## カバー
- 清竜人 - 2020年5月27日発売の『COVER』に収録（セルフカバー）[6]